# سد موهاله
سد موهاله (به لاتین: Mohale Dam) یک سد در لسوتو است که در لسوتو واقع شده‌است.